# Francesca Bertolli
Francesca Bertolli (* um 1710 in Rom; † 9. Januar 1767 in Bologna) war eine italienische Opernsängerin (Alt).

## Leben
Sie ist in erster Linie durch ihre Zusammenarbeit mit Georg Friedrich Händel bekannt, für den sie zwischen 1729 und 1733, sowie zwischen 1737 und 1740 in London in zahlreichen Opern und Oratorien sang.
Sie wechselte 1733 zur konkurrierenden Opera of the Nobility, kehrte aber 1737 zu Händel zurück.
Zwischen 1740 und 1742 sang sie in Turin, Vicenza, Venedig und Genua.
Nach ihrer Hochzeit beendete sie ihre Bühnenlaufbahn und ließ sich in Bologna nieder.
Francesca Bertolli sang häufig tragische Rollen, in denen ihre warm timbrierte Altstimme besonders zur Geltung kam.